# Puerta Santa (Santiago de Compostela)

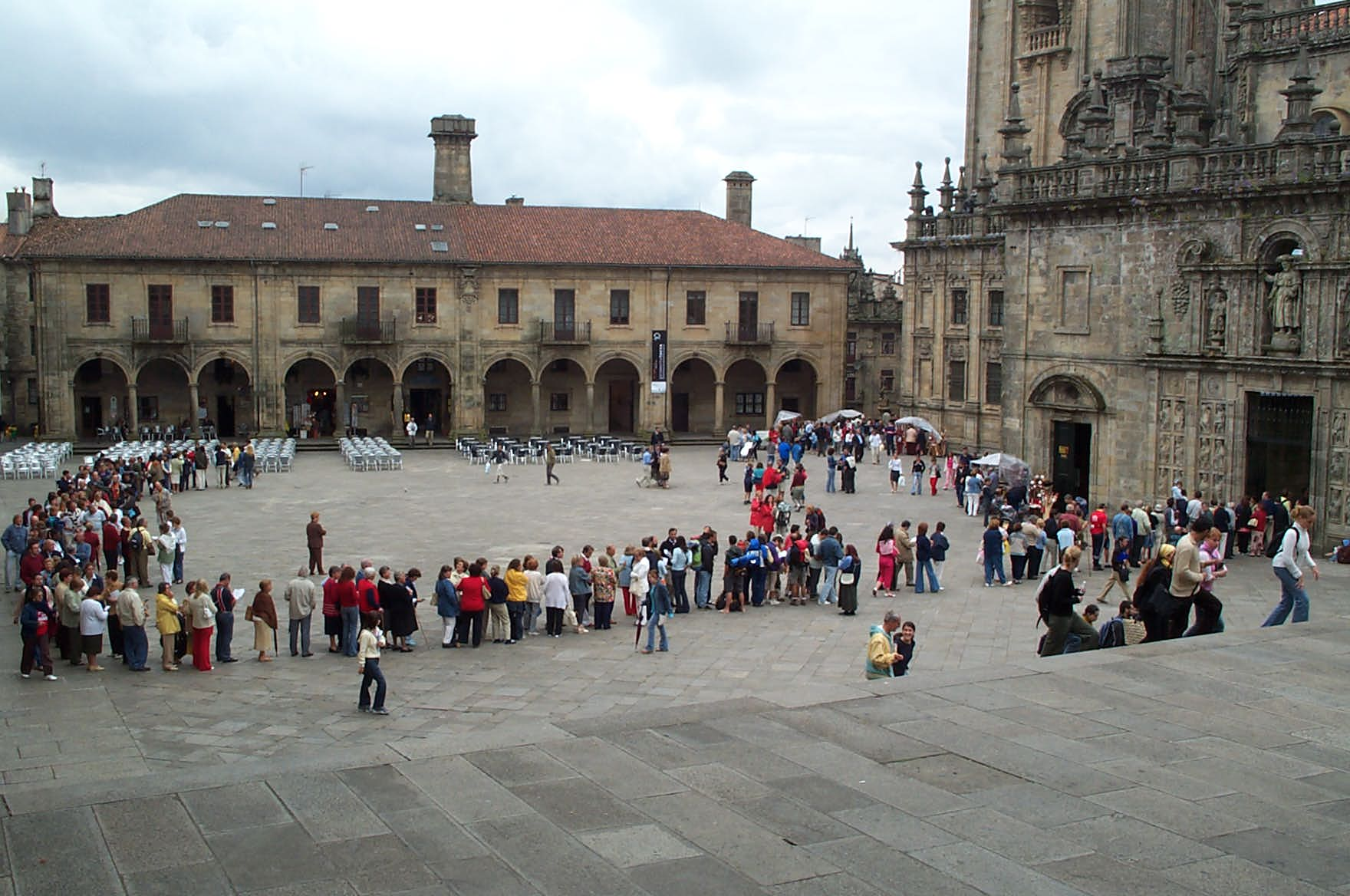
Cola para entrar atravesando el acceso exterior a la Puerta Santa.

La Puerta Santa (Porta Santa en gallego) se encuentra situada en la parte trasera de la Catedral de Santiago de Compostela, y se abre la víspera del Año Santo.
La costumbre establece que se abra desde fuera,  en una ceremonia encabezada por las autoridades religiosas para entrar en la Catedral, y que durante el Año Santo permanezca abierta para que peregrinos, turistas y curiosos puedan entrar desde la Plaza de La Quintana.

## Cómo cruzar la Puerta Santa

Puerta Santa, bajo una vidriera.

Se piensa que el deambulatorio alrededor del altar, la propia bajada al sepulcro del Apóstol Santiago (y posterior subida) podrían formar parte de un viaje ritual que representaría la peregrinación que finaliza en Compostela. La parte final de ese viaje ritual terminaría entonces con la redención y el acceso a una vida nueva, una salida a la luz simbolizada por la salida del peregrino cruzando una abertura del templo hacia la salida del Sol, semejante a la descrita en el mito de la Caverna de Platón.
La Puerta Santa, sin embargo, no se abre exactamente al Este, lo que parece rebatir esta teoría. En el lugar donde tendría que estar la apertura a la salida del Sol lo que hay es una capilla (la Capilla del Salvador), y la Puerta Santa está desviada varios grados a la derecha.
Por ello se explica que la Puerta Santa no es la original. Perdida la conexión con la tradición original, la Puerta Santa fue tratada como un elemento constructivo más y desplazada a su lugar actual cuando se quiso edificar la Capilla del Salvador. Lo mismo sucedió en el exterior cuando, por pasar de moda el románico, un muro rectilíneo cerró a la vista el ábside, tapando aún más la luz y creando la falsa Puerta que se puede ver desde la Quintana, junto a un sarcófago blasonado con las armas antiguas de los Abraldes.
El único vestigio que indica la dirección original de salida está en el pavimento, donde un Sol/Estrella simbólico indica todavía el lugar.

## Trivia
En la película Indiana Jones y la última cruzada hay una escena en la que el protagonista afirma '...y nunca hay una X señalando el lugar', para a continuación encontrar una X en el pavimento, en un lugar equivalente a la marca que señala la antigua Puerta Santa en la Catedral de Santiago.
En el film de Spielberg, la historia de la custodia del Grial por su anciano guardián muestra una similitud asombrosa con la citada crónica de Ibn Idhari.